# آبشار کیتاشوجی
آبشار کیتاشوجی (به لاتین: Kitashōji Falls) یک آبشار در ژاپن است که در هوکوتو، یاماناشی واقع شده‌است.